# Полуостров Чильтепе (природный заповедник)
Природный заповедник "полуостров Чилтепе"( исп. Reserva Natural Península de Chiltepe ) — природный заповедник в Никарагуа. Это один из 78 охраняемых заповедников в стране.
Заповедник расположен в 15 километрах к северо-западу от Манагуа, столицы Никарагуа, на южном берегу одноименного озера. Он является популярным для посещения местом для гостей никарагуанской столицы.
Полуостров был образован стратовулканом Апойеке, одним из кратеров которого является вулкан Чильтепе.
Местная фауна состоит из койотов, оленей, росомах, кроликов и других мелких млекопитающих, а также игуан и ящериц. Некоторые местные виды исчезают из-за активной деятельности охотников. На побережьях полуострова обитают утки, цапли, бакланы, а также некоторые местные виды птиц: Agelaius, Molothrus, Quiscalus mexicanus, Quiscalus nicaraguensis. 
Сохранности охраняемой территории угрожают частые лесные пожары и расширение земель сельскохозяйственного назначения за счет территорий заповедника.

## Озеро Апоеке
На полуострове в кальдере вулкана располагается древнее озеро Апоеке диаметром около 2,8 километра и глубиной до 400 метров. Неподалеку от озера археологами была обнаружена древнейшая в Центральной Америке стоянка древних людей, созданная в период примерно 6500-7000 лет назад.